# Marek Zvonček
Marek Zvonček ist ein ehemaliger slowakischer Squashspieler.

## Karriere
Marek Zvonček nahm mit der slowakischen Nationalmannschaft erstmals 2000 an Europameisterschaften teil und gehörte bis 2010 weitere zahlreiche Male zum Kader. Im Einzel stand er 2004 und 2005 bei Europameisterschaften im Hauptfeld und schied beide Male in der ersten Runde aus. 2004 schied er gegen Leopold Czaska aus, ein Jahr darauf scheiterte er an Márk Krajcsák. 2007 wurde er slowakischer Landesmeister.

## Erfolge
- Slowakischer Meister: 2007